# Ian Stapleton
Ian Stapleton (* 6. September 1959 in Kingston) ist ein ehemaliger jamaikanischer Sprinter, der sich auf den 400-Meter-Lauf spezialisiert hatte.
1979 gewann er bei den Panamerikanischen Spielen in San Juan Silber in der 4-mal-400-Meter-Staffel und kam beim Leichtathletik-Weltcup in Montreal mit der amerikanischen 4-mal-400-Meter-Stafette auf den fünften Platz.
Bei den Olympischen Spielen 1980 erreichte er über 400 m das Viertelfinale und schied in der 4-mal-400-Meter-Staffel im Vorlauf aus.
Seine persönliche Bestzeit von 45,91 s stellte er am 22. Mai 1983 in Austin auf.